# Android Nougat
Андроид 7.0-7.1 “Нугат“ (кодно име Андроид Н током развоја) је седма главна верзија андроид оперативног система. Прва бета верзија представљена је 9. марта 2016. године, а званична верзија је представљена 22. августа 2016. Нексус уређаји су први који су добили ову надоградњу. Нугат представља видљиве промене на свом оперативном систему и развојној платформи, укључујући могућност приказивања више апликација истовремено на екрану у виду подељеног екрана. Подршка за редне одговоре на нотификације, као и ОпенЈДК-базирано Јава окружење и подршку за приказивање Вулкан графике као и неприметна(позадинска) системска ажурирања на подржаним уређајима.

## Историја
Гугл је представио први бета Андроид „Н“ 9. марта 2016., током Гуглове развојне конференције (енгл. Google I/O), као део новог „Андроид бета програма“ намењен за тестирање од стране програмера и ентузијаста пре званичног издања “овог лета“. Развојне незваничне верзије су биле компатибилне само са тренутним Гугл Нексус уређајима; То су 5X, 6П, 6, 9, Пиксел Ц, и Нексус плејер. „Андроид бета програм“ који је представљен дозволио је тестерима да се одлуче за овер-д-ер (енгл. Over The Air, путем ваздуха) нова бета ажурирања која ће им бити доступна како буду излазила. Андроид Н бета је представљен 13. априла 2016.
Гугл касније дискутује о Андроиду Н током развојне конференције(енгл. Google I/O) 18. маја 2016., и представља нову платформу за виртуелну стварност под именом Дејдрим. Током конференције, бета 3 верзија је представљена, уједно са гугловом објавом да је верзија из програмске-бета прешла у јавну-бета верзију, што значи да је било ко може испробати. Гугл је такође објавио да ће причекати са представљањем званичног имена оперативног система.
Бета верзија 4 је званично објављена 15. јуна 2016., а недуго потом, тачније 30. јуна 2016. , Гугл објављује да ће званично име Н верзије бити Нугат. Такође је потврђено да ће Нугат бити 7.0 верзија андроида. Финална бета верзија 5 представљена је 18. јула 2016.
Гугл званично представља Андроид 7.1, 11. октобра 2016. године, у коме су имплементиране додатне функције у развојну платформу оперативног система. Као бета је представљен за Нексус 5икс и 6п, 19. октобра 2016., а финалну верзију добија у Децембру 2016 године.

## Карактеристике
Андроид Нугат представља режим подељеног-екрана рада за телефоне, у коме две апликације могу бити приказане истовремено на екрану, заузимајући свака пола екрана. Експериментални мод мулти-прозор је такође доступан као скривена карактеристика, који може да прикаже више апликација истовремено на екрану у преклапајућим прозорима. Трака са обавештењима је редизајнирана, истичући мањи ред икона у подешавањима, замењујући картицу са нотификацијама са новим мрежним дизајном омогућавајући редне одговоре на обавештења (ова функција је имплементирана преко постојећих АПИ-ја који се користе за сличне функционалности на Андроид носивим уређајима као што су паметни сатови). Вишеструке нотификације једне апликације могу бити упаковане, и постоји већа контрола по апликацији преко обавештења. Механизам за чување енергије Дозе представљен у Андроид Маршмелоу је проширен и активира стање када уређај ради на батерији и екран је искључен на одређено време али није стациониран. У овом стању, ограничена је употреба интернета, и апликације су одобрене у прозору одржавања у коме могу да приступе интернету и обављају позадинске задатке. У Маршмелоу потпуно Дозе стање је активирано ако је уређај стациониран и са екраном који је угашен на одређен период времена. Нови дата сервер мод ограничава позадинску употребу мобилних података, и може да укључи унутрашње функције у апликацијама које су дизајниране да смање проток употребе, као што је квалитет стриминг медија.

## Платформа
Гугл објављује 15. Децембра 2015. године, да ће Андроид Нугат заменити ЈРЕ (јава рунтиме енвиромент) и већ застарео Апацхе Хармони са ОпенЈДК – званични отворени извор имплементације јавине платформе од стране Оракл компаније и јава заједнице. Андроид рантајм (АРТ) укључује профилно-вођени компилацијски систем, користећи ЈИТ компајлер и профиловање заједно са тренутним 'испред-свог-времена' компајлером за даљу оптимизацију апликација за хардвер уређаја и друга стања у позадини. Нугат представља систем за укључивање неприметних аутоматских системских исправки, базираних на дељењу кода са реализацијом сличних функционалности на Хром ОС-у. Систем користи пар СкуасхФСе(енгл. SquashFS) партиција; Андроид систем извршава се са онлајн партиција, док су ажурирања извршена у позадини на редудантној офлајн партицији. При следећем паљењу пратећи инсталацију ажурирања, редудантна партиција је означена као активна, и уређај се од сада покреће у систему ажурирања. Претходна партиција система се чува као бекуп у случају неуспешног ажурирања, и служи као офлајн партиција приликом следећег ажурирања.(који спречава употребу уређаја док се ажурирање не заврши) и такође даје могућност да се ажурира аутоматски враћа назад у случају неуспшног ажурирања. Због захтева система на поделе партиција, постојећи уређај неће подржати јединствена ажурирања.
Додатно, због АРТ промена на Нугату, апликације више не морају да се ре-компалирају након првог покретања система након системског ажурирања. У програмску верзију 2 је додата платформа која подржава Вулкан, нови нижи-ниво 3Д рендеринг АПИја да би се повећао ОпенГЛ ЕС али са већим графичким перформансама.
Нугат је прва верзија са Уникод 9.0 подршком и долази са ажурираним емотиконима и подршком за промену боје коже емотикона. Андроид 7.1 додаје подршку за природну АПИ имплементацију слике тастатуре, вишеструку крајњу тачку телефонирања, пречице менија и заобљеним иконицама за апликације на покретачу. Подршка за Гугл платформу даноноћне виртуелне стварности која је представљена на Андроиду 7.1. Карактеристике обухватају ВР мод за смањен графички период кашњења, успорен мод перформанси да помогне програмерима у оптимизацији апликација на термални профил уређаја, нови главни алгоритам праћења који комбинује улазне сензоре различитих уређаја, и интеграцију системских нотификација у ВР кориснички интерфејс.

## Безбедност
Као одговор на фазу вишеструких грешака откривену и отклоњену у 2015 години, неколико измена је направљено да очврсне медијуме против будућих рањивости. Детекција за откривање малвера је имплементирана, спречавајући већину програмских грешака да постану рањивост, и додатно помаже и спречава сличне грешке. Андроидов монолитни МедиаСерверски процес је редизајниран да се боље придржава принципа мањих привилегија. МедиаСервер је сада подељен у неколико одвојених процеса, сваки покретајући свој сопствени непривилеговани сандбокс, и добијајући само дозволе потребне за извршење задатка. На пример, само АудиоСервер може да приступи Блутуту, и либстегфрајт(енгл. libstagefright, саставни део андроид система) сада ради са МедиаКодекСервисом сандбоксом, који има само графички приступ.
Даља ограничења су постављена на медијиско складиште кроз секкомп (енгл .seccomp, беѕбедносни рачунарски систем).
Различити механизми су омогућени да умање могућност да се злонамерни код који се убризгава и/или извршава у Линукс језгру, укључујући и поделу меморије језгра у логичке сегменте за код и податке, са приступом странице само за могућност читања и не-извршавање по потреби. Језгро је такође онемогућено да директно приступи корисничком простору меморије, и боља заштита складишта је омогућена у ГЦЦ компајлеру да умањи разбијање простора. Да лимитира излагање језгра потенцијално злонамерном коду, перф(енгл. perf, програм за анализирање перформанси на Линуксу) је подразумевано онемогућен, иоцтл(енгл. ioctl, скраћеница улазно/излазних контрола) команде су ограничене од СЕЛинукса (енгл. Security-Enhanced Linux (SELinux), безбедносни модул линукс кернела), и секкомп-бпф(енгл. seccomp, безбедносни рачунарски режим) је омогућен да одобри процес и има могућност да ограничи системске позиве. По пуштању уређаја у продају са Андроид Нугатом, полиса верификованог покретања“ (представљена парцијално на Киткету, и приказивала је обавештења при покретању Маршмелоуа) мора бити стриктно спроведена.
Ако су системски фајлови оштећени или другачије модификовани, оперативни систем ће дозволити само операције у ограниченом моду или ће одбити да се уопште покрене.

## Дистрибуција
Андроид 7.0 је званично представљен 22. августа 2016., на Нексусу 6, Нексусу 5икс, Нексусу 6П, Нексусу 9, Нексус плејеру, Пиксел Ц и Генерал Мобиле 4Г као првим уређајима који су добили ажурирање. Ажурирање на Нугат ће бити пуштено квартално као издања која се фокусирају на настављање побољшања и полирање“ следеће развојне верзије која ће се појавити на јесен 6.септембра 2016. Компанија ЛГ представља В20, први смартфон који ће се испоручивати са Нугатом. Гугл открива прве парти Пиксел и Пиксел ХЛ смартфон телефоне током догађаја фокусираним углавном на хардвер 4. октобра 2016. Ажурирања на постојеће уређаје ће варирати од добављача и оператера. ХТЦ је навео да планира да започне ажурирање за ХТЦ 10, ХТЦ ОНЕ А9 и ХТЦ ОНЕ М9 у четвртом кварталу 2016 године. Сони је такође потврдио да ће ажурирати низ недавних уређаја на Нугат. Кволком (енгл. Qualcomm) тврди да неће подржати Нугат на уређајима који користе Снапдрагон 800 и 801 системске чипове из необјављених разлога. Иако је развојна верзија Нугата пуштена за уређаје, Сони је потврдио да неће ажурирати Иксперију з3 (која користи Кволком снапдрагон 801) на финалну верзију због непредвиђених ограничења платформе. Пријављено је да гугл компатибилни тестови (тестови који морају бити усвојени да би се добио званични сертификат) прецизирајући да сви уређаји који користе Нугат морају да подржавају или Вулкан или ОпенГЛ 3.1 графички АПИ од којих ниједан није подржан од стране уређаја са Адрено 330 графичким језгром.

## Пријем
Диетар Бохн из Верге је похвалио нови мултитаскинг интерфејс присутан у Андроид Нугату, називајући га одавно потребним за Андроид таблете и тврдећи да је то сјајно за велики број андроид телефона са великим екранима. И ако је у почетку првобитно назвао импелементацију збуњујућу, написао је да ради одлично онда кад је схватио како функционише, иако је приметио да неке апликације не подржавају у потпуности режим подељеног екрана, док остале раде добро али свеједно избацују упозорења. Такође је приметио да је подељени-екран много кориснији на таблету, али је свакако користан на телефонима.
Што се тиче измена обавештења апликације, он је задовољан што Нугат представља системски-ниво начина да одговори на било коју поруку без потребе да отвори одговарајућу апликацију, тврдећи Андроид је дуго имао предност у корисним и доследним обавештењима против ИОС-а, и додао сада када су брзи одговори стандард не видим лидерско нарушавање. Такође је истакао измене кроз ОС (брзо пребацивање у поље са обавештењима, мени подешавања са више визуелних информација, и апликацију камере која се мало прочистила) као позитивне промене, мада је критиковао Гулл нау да је нека врста нереда пишући да не изгледа баш да открива које су информације корисне за мене и рекао да је тренутно укључен опција прилично фрустрирајућа, критикујући резултате претраге која покрива податке који су тренутно доступни на његовом екрану. Осим тога, он је написао да гугл апликација за претрагу изгледа искључена из ОС-а, уз напомену да апликација ставља резултат претраге у свој лични прозор претраживача који изгледа прилагођено-дизајниран за једнократне претраге уместо упорног претраживања и хвали апликацију гугл претраге на ИОС платформи као пример како Гуглова апликација боље изгледа на Ајфону него на Андроиду. Бохн је завршио своју рецензију наводећи да није приметио никакав значајан напредак батерије упркос функцији дозе, функцији уштеде енергије на Нугату. Он је похвалио напредак у перформансама и безбедности, али је опширно писао о чињеници да, и ако је мислио да је Нугат сјајан, штета је да ће дуго требати да неко примети', пишући о недостатку ажурирању на већини Андроид уређаја у употреби, и да Нугат можда неће бити битан корисницима за месец или чак годину.
Крис Веласко из Енгејџа договорио се са Бохном у више аспеката. Похвалио је нова обавештења апликација, пишући да су нотификације претходних верзија андроида једноставно стајале до интеракције, али Нугат чини много бољи посао везујући их за апликацију и омогућава вам да урадите нешто, и истачући могућност да се прошири пакет Гмаил обавештења и могућност прегледа предмета и пошиљаоца појединих порука. Веласко наводи да је мултитаскинг подељеног-екрана веома важан, али је такође наишао на не-компатибилне апликације. Визуелни елементи у апликацији подешавања, брзо пребацивање и падајућа обавештења, нови језик и подршка за емотиконе су такође позитивни елементи у Веласковој рецензији. За разлику од Бохна, Веласко није приметио побољшање батерије од функције дозе за уштеду-енергије, наводећи да је његов Нексус 6П чини се добио око сат или два батерије у приправности. Коначно, истакао је побољшања безбедности и енкрипције, бржа инсталирања апликација захваљујући новом компајлеру, и нада се да ће програмери користити нови Вулкан АПИ за неке озбиљно добро-изгледајуће мобилне игре.